# 卡莱尔·塔普塞尔
卡莱尔·塔普塞尔（英語：Carlyle Tapsell，1909年7月24日—1975年9月6日），印度男子曲棍球运动员。他曾代表英属印度代表队参加1932年和1936年夏季奥林匹克运动会曲棍球比赛，获得二枚金牌。